# Дексифея
Дексифея. (Декситея, др.-греч. Δεξιθέα) — персонаж древнегреческой мифологии. 
Дочь Дамона, царя тельхинов. Спаслась, когда на Кеос обрушился гнев богов. Согласно плохо сохранившемуся фрагменту Пиндара, находилась в «терему за красною оградою». Возлюбленная Миноса. Родила ему сына Евксантия (см. Мифы островов Эгейского моря#Кеос).